# Batalla de Rocroi
La batalla de Rocroi o Rocroy aconteció el 19 de mayo de 1643 entre el ejército francés al mando del joven Luis II de Borbón-Condé, por aquel entonces Duque de Enghien y de 21 años de edad, más tarde príncipe de Condé, y el ejército español a las órdenes del portugués Francisco de Melo, capitán general de los tercios de Flandes. El enfrentamiento, que comenzó antes de amanecer, duró cerca de seis horas y concluyó con victoria francesa.

## Antecedentes
Con el fin de aliviar la presión sobre el Franco Condado y Cataluña, el ejército español invadió el norte de Francia y sitió la villa de Rocroi (departamento de Ardenas, a 3 kilómetros de la frontera belga), concentrando tropas para su asalto. Alertado Enghien de las intenciones españolas, se dirigió hacia Rocroi con el fin de romper su cerco y plantar batalla en campo abierto.
Enghien contaba con 17 000 infantes y 6000 jinetes (23 000 hombres en total), y 14 piezas de artillería, mientras que Melo disponía de 22 000 hombres y 24 cañones, pero esperaba el refuerzo de Jean de Beck, que vigilaba la frontera con 3000 infantes (incluido el Tercio de Ávila) y 1000 jinetes, al que ordenó que se le uniera con urgencia. Los franceses se desplegaron con dos líneas de infantería en el centro, sendas escuadras de caballería a cada flanco y una línea de artillería en el frente. Mandaba el flanco izquierdo La Ferté; el centro, L'Hôpital; y la derecha, Gassion. El marqués de Sirot estaba a cargo de la retaguardia.
Pensando que los franceses querían socorrer la plaza y no presentar batalla, los imperiales formaron de igual manera, con los tercios españoles en vanguardia (codiciado privilegio que tenían por ser tropas de élite) y los tercios italianos más resguardados. Finalmente, los tercios alemanes y valones formaron en la retaguardia, comandados por el conde Paul-Bernard de Fontaine, general de origen lorenés al servicio de España, quien contaba ya 66 años. La caballería imperial estaba situada en ambos flancos: mandaba el ala derecha alsaciana el conde de Isenburg y la izquierda, de jinetes flamencos, el duque de Alburquerque con sus dos tenientes generales: Pedro de Villamor, caballero de Santiago, y Pedro de Vivero, hijo del conde de Saldaña. Por delante de todos ellos iba la artillería.

## La batalla
Los días 17 y 18 de mayo ambos ejércitos estuvieron descansando; sin embargo, se produjo un hecho que influyó decisivamente en el resultado de la batalla. Un desertor (de origen francés) avisó al duque de Enghien que pronto llegarían los refuerzos españoles dirigidos por Jean de Beck, lo cual obligó a los franceses a atacar inmediatamente a las tropas hispanas.
El día 19 de mayo el ejército francés inició su avance a las tres de la madrugada. Observando el deficiente despliegue imperial, Enghien concentró en su ala izquierda dos tercios de su caballería, con la que pensaba envolver el flanco enemigo. Las distintas fuentes y testimonios no se ponen de acuerdo en muchos de los números ni del trascurso de la contienda, ya sea por intereses propios o patrio. Pese a todo, se relata a continuación una reconstrucción aproximada de la batalla.

### Mal comienzo francés
Fontaine había destacado 500 arcabuceros (otras fuentes hablan de 1 000) en un pequeño soto para cubrir el hueco existente entre la izquierda de su despliegue y la linde del bosque. Este contingente aguardó la primera carga francesa y le causó fuertes pérdidas cuando estuvo a tiro. Muy dañada, la caballería francesa no pudo resistir el ataque lanzado por los jinetes de Alburquerque. Al mismo tiempo, en el otro extremo del campo, la caballería francesa fue también rechazada por los españoles.
Las dos fuerzas de caballería hispana cabalgaron hacia la primera línea francesa y capturaron algunos cañones. Sin embargo, Melo no lanzó a su infantería y se perdió quizá la oportunidad de obtener una rápida victoria.
Ante esta situación, Enghien logró reorganizar la caballería, cargó contra las dos alas españolas y logró ponerlas en retirada; asimismo, los arcabuceros ubicados en el soto se vieron rodeados por ambos lados y aniquilados. Enghien ordenó a Gassion que rodease el soto por la derecha con la primera línea de caballería, y él mismo condujo la segunda línea por la izquierda. Apoyados por infantería, ambos embistieron a los jinetes de Alburquerque, que salieron a su encuentro, pero Fontaine ordenó que la infantería imperial mantuviera sus posiciones.

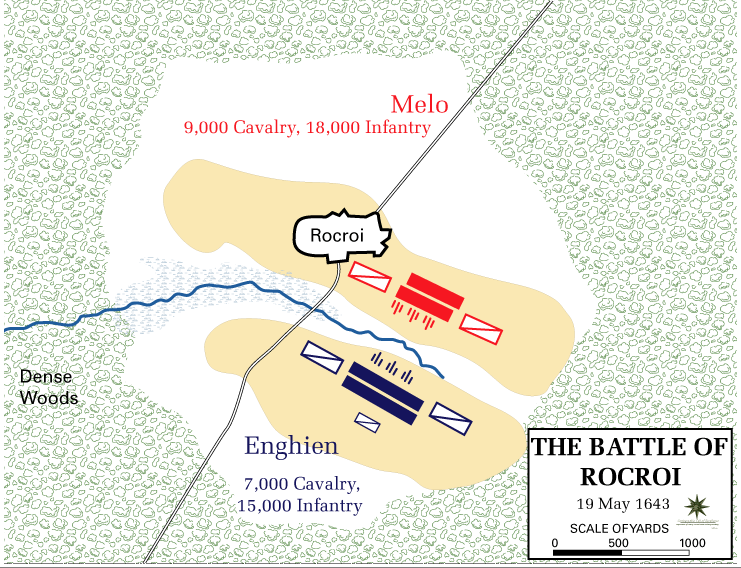
Disposición de las tropas.

Por dos veces, la caballería de Alburquerque logró ventaja sobre los franceses, y llegó incluso hasta la artillería enemiga, pero Gassion fue ganando su flanco con sus jinetes mercenarios croatas, y al fin los de Alburquerque retrocedieron en desorden. Los franceses fueron a chocar contra cinco escuadrones de infantería española que estaban a la vanguardia en ese flanco, y tuvo lugar un combate terriblemente encarnizado, en el que perdieron la vida el anciano conde de Fontaine y dos comandantes de Tercio (Conde de Villalba y Antonio de Velandia).
Viendo el peligro en que se hallaba su ala izquierda, el propio Melo cabalgó hasta allí e intentó reagrupar a los jinetes en fuga. Varios cuerpos de caballería (Bonifaz, Borja, Toraldo, Orsini) se rehicieron y cargaron de nuevo, pero Enghien empeñó numerosa infantería en apoyo de Gassion, y finalmente toda la caballería de Alburquerque se dispersó. El ataque francés cayó ahora sobre los tercios valones y alemanes que, sin caballería de apoyo, sufrieron pérdidas muy graves y se dislocaron; uno de sus comandantes, Von Rittberg, fue herido y capturado.
Enghien cabalgó hasta una altura próxima para ver los efectos de la artillería. El duque quedó horrorizado al ver cómo La Ferté desviaba su ala izquierda para evitar el barrizal y un pequeño lago, exponiendo sus flancos a la caballería de Isenburg. Este no dejó escapar tal oportunidad; dispersando a la débil caballería francesa de ese flanco, aplastó las columnas de La Ferté, quién recibió tres heridas y cayó prisionero. Los jinetes de Isenburg siguieron galopando, algunos hasta los bagajes franceses, pero la mayoría sobre la artillería enemiga, a la que tomaron por la espalda y capturaron. La Barre, teniente general de la artillería francesa, cayó muerto; L'Hôpital, con un cuerpo de infantería, consiguió recuperar algunos cañones pero volvió a perderlos y él mismo quedó herido. El resultado fue que mientras 24 piezas españolas disparaban sobre el centro francés, este no podía replicar al fuego.

### Giro de la batalla

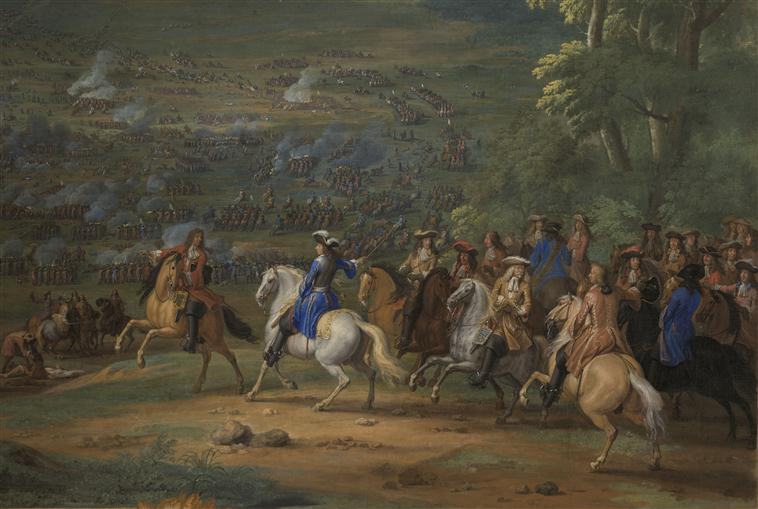
El Duque de Enghien en la batalla de Rocroi.

Si quería evitar un desastre completo, Enghien tenía que actuar con rapidez y decisión. Dejando a Gassion con un pequeño destacamento para que impidiera a Alburquerque rehacerse, tomó todo el resto de la caballería francesa y en un osado movimiento atravesó el centro del ejército de Francisco de Melo, separando a la veterana infantería española de los tercios italianos, alemanes y valones, y girando hasta lanzarse por la espalda contra la caballería de Isenburg, derrotándola.
Vencida la caballería, los tercios italianos (Ponti, Strozzi y Visconti) comenzaron a retirarse. Viendo la desbandada de gente, Melo tuvo la vaga esperanza de que Beck llegaría con sus refuerzos, y dio orden a los tercios españoles de resistir. Pero Beck, que llegó frente a Rocroi a las 8 de la mañana (otras fuentes dicen que fue a las nueve), al ser advertido por los fugitivos del desastroso giro de la batalla decidió detenerse y no acudir, si la llegada de los refuerzos se produjo a las nueve quizá era ya tarde para intervenir.
En medio de la confusión, el propio Melo estuvo a punto de ser capturado y buscó refugio en el tercio de Giovanni delli Ponti. Sufriendo una única carga, la infantería italiana abandonó el campo con pérdidas relativamente pequeñas. Entretanto, los infantes de los cinco tercios españoles que quedaban se agruparon formando un gran rectángulo. Rechazaron la aproximación de la infantería enemiga con un nutrido fuego de mosquetes. Las dos primeras cargas de la caballería francesa fueron un desastre, y Enghien salvó la vida por poco (recibió un balazo que abolló su coraza, y su caballo fue muerto bajo él). Al lanzarse en una tercera carga, la caballería francesa tuvo la agradable sorpresa de ver que ningún cañón español disparaba: habían agotado las municiones. Los tercios aún aguantaron otras tres cargas, como si se tratase de una fortaleza, pese a que la caballería había abierto varias brechas en su formación, pero al aproximarse la infantería francesa y abrir fuego algunos cañones que habían recuperado los franceses, la situación se hizo insostenible. El tercio mandado por Jorge de Castellví quedó deshecho y los demás, muy quebrantados; finalmente, quedaron los tercios de Garcíez y Villalba, a los que se agregaron los supervivientes de los demás.

### Controversia

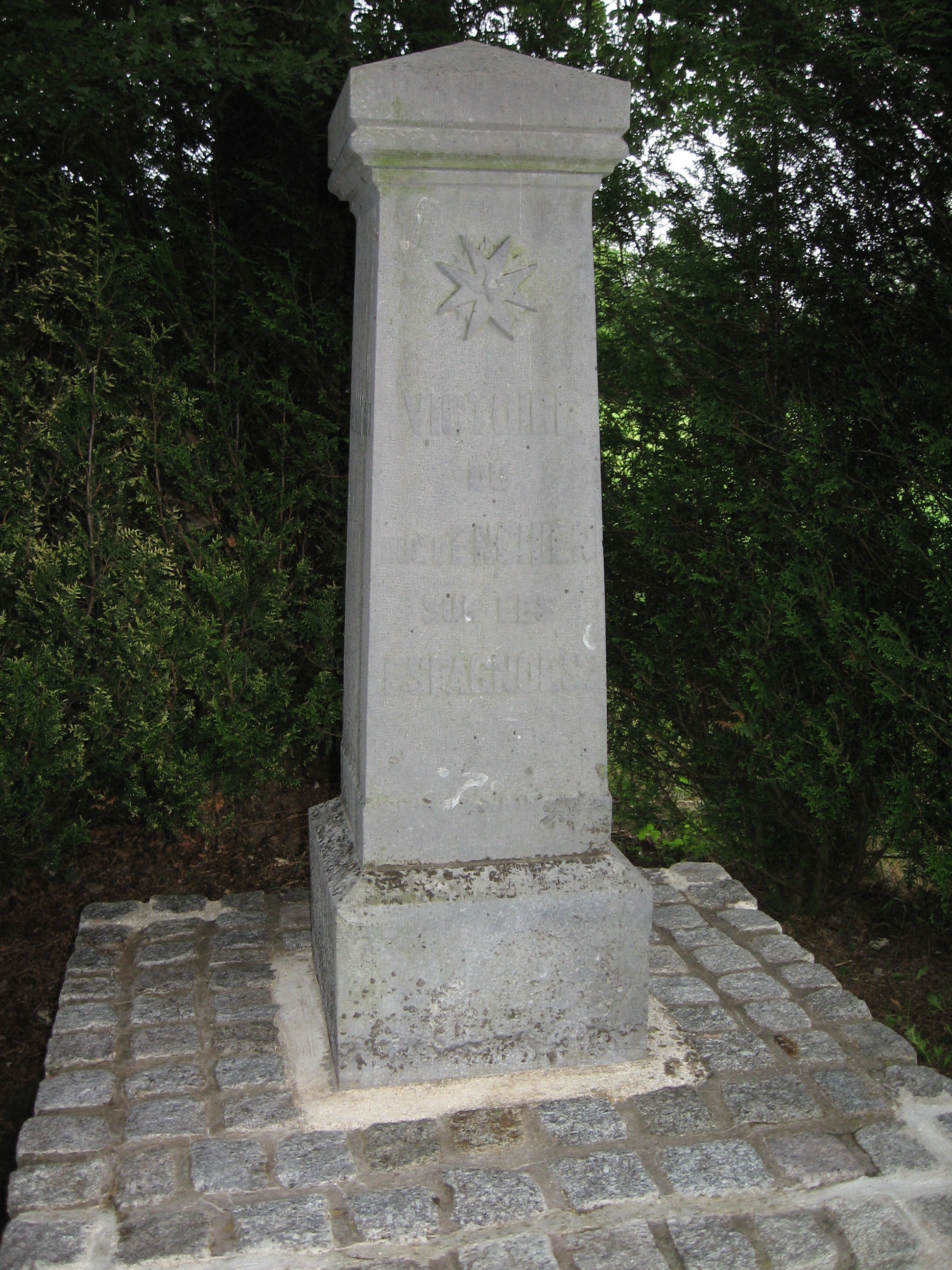
Estela erigida en el campo de batalla en 1922.

Ha habido algunas discordancias en las versiones sobre la última fase de la batalla. Los estudios más recientes (y quizás más objetivos y completos), basados tanto en fuentes españolas como francesas de la época, descripciones de participantes, ayudantes de cámara de Felipe IV, listas nominales de supervivientes, descripciones del propio bando francés ("murallas humanas", llamaría Bousset a los tercios españoles supervivientes) señalan que, temiendo que Beck viniera con sus 4 000 hombres en ayuda de los españoles, y ante la impasible resistencia de estos, Enghien vio la conveniencia de negociar una rendición honrosa de los dos últimos tercios españoles (Villalba y Garcíez) con términos muy ventajosos para estos, ofreciendo condiciones que habitualmente se otorgaban a las guarniciones de las plazas fuertes asediadas: respetar la vida y libertad de los supervivientes y permitirles retornar a España, salir con las banderas desplegadas en formación y conservando sus armas.
Ante esto, el Tercio de Garcíez aceptó la capitulación, pero el de Alburquerque/Mercader no, tras lo cual este tercio continuó su resistencia durante algún tiempo y después aceptó condiciones generosas.
Melo escapó con buena parte de su caballería, pero con apenas 3 000 infantes. Más de 5000 habían quedado sobre el campo, la mitad de ellos españoles; varios miles estaban prisioneros, y otros miles desbandados, aunque la ausencia de persecución permitió a muchos regresar. Se habían perdido además los 24 cañones y todo el bagaje, incluyendo la tesorería del ejército (40 688 escudos). Aunque el ejército de Condé también salió muy maltrecho de la batalla, habiendo perdido más de 4 000 hombres, y tardó un mes en reorganizarse en Guise.
Los prisioneros españoles (de los que se conserva relación nominal) fueron 3 826, de los que 2 300 fueron canjeados poco después. La desaparición del núcleo de veteranos alrededor del que se había formado el Ejército de Flandes era un golpe muy duro para la Corona española, pero lo peor para España fue sin duda el rendimiento que obtuvo Francia de esta categórica victoria que ha llegado hasta la actualidad.[cita requerida]

## Repercusiones
Se la considera como el principio del declive de los tercios españoles, dada la repercusión que alcanzó la derrota. Los Tercios no volverían a conseguir el pasado esplendor, el que les hizo merecedores de una aureola de invencibilidad en los campos de batalla europeos. Con esta batalla comienza el declinar del imperio y se inicia el principio del fin de la hegemonía militar de España en Europa. El relevo lo toma Francia, la gran beneficiada, que empieza a emerger como potencia continental.
Sin embargo una visión más actual ha demostrado[cita requerida] que pese a tan importante derrota, los tercios aún mantuvieron un alto grado de eficacia y operatividad, y su aportación militar en las campañas contra Francia proporcionó algunas victorias significativas, como la de Valenciennes, si bien es cierto que su esplendor y brillo nunca alcanzaron cotas pasadas. Por ello, para algunos historiadores fue la batalla de las Dunas de 1658 y no Rocroi la que marcaría el fin de la supremacía española, pero sí el inicio, pues los tercios, todavía eran capaces de derrotar a la división de infantería que tenían enfrente, pero la época en la que eran capaces de decidir las batallas había pasado.
Un año antes de la batalla, el 26 de mayo de 1642, prácticamente las mismas tropas que mandó el capitán general Francisco de Melo en Rocroi habían derrotado al ejército francés en la Batalla de Honnecourt, y después, el 23 de noviembre de 1643, un ejército imperial aniquiló a otro galo en la Batalla de Tuttlingen. Estos dos ejemplos pueden ilustrar que en sí misma la batalla de Rocroi no tuvo un peso decisivo en las operaciones militares. La derrota de los invencibles tercios se produjo en el momento en que Francia tomaba protagonismo en Europa de la mano de Luis XIV, al mismo tiempo que la hegemonía española decaía. Por ello, suele ser habitual tomar Rocroi como punto de inflexión en los acontecimientos militares de la época, como muestra fue una serie de derrotas en el Imperio Germano, que llevó a Francia a convertirse en un árbitro con poder, mientras que los austriacos sufrían una gran pérdida, el Imperio dejaba de existir como un instrumento funcional, en el que incluso los nobles podían hacer su política exterior y declarar la guerra, y España reconocía la independencia de Holanda, que se dedicaba al saqueo, contrabando y conquista en América, así como Inglaterra, que acabará consiguiendo Jamaica, el monopolio del comercio de esclavos (que también usan para contrabando), el comercio de un barco anual (que recargaban en alta mar, y se convertía en 20 barcos de contrabando), la expansión territorial, comercial y pirata de Holanda, Francia e Inglaterra en las zonas de interés de España, las revueltas en Italia, Cataluña, Andalucía y Portugal (que logra la independencia, una gran pérdida para el conjunto), etc.
En definitiva, Rocroi, marca el inicio de una serie de derrotas estratégicas claves para el Reino de España, que deja de ser la potencia hegemónica, y pierde toda capacidad de iniciativa, la política se vuelve defensiva, con un contrabando descarado que drenaba los recursos que pudieran liderar un cambio de la situación del reino, como se ve en el hecho, que los territorios españoles (España y Portugal) en 1660, son prácticamente los mismos que en 1800, con una consolidación de las zonas donde ya eran fuertes, y un mayor control de los territorios interiores.
Luis Borbón Condé, terminó pasándose a los españoles debido a las luchas de la Fronda. Tomando la ciudad de Rocroi, esta vez comandando las tropas españolas en 1653. El Tratado de los Pirineos devolvería la ciudad a Francia. 

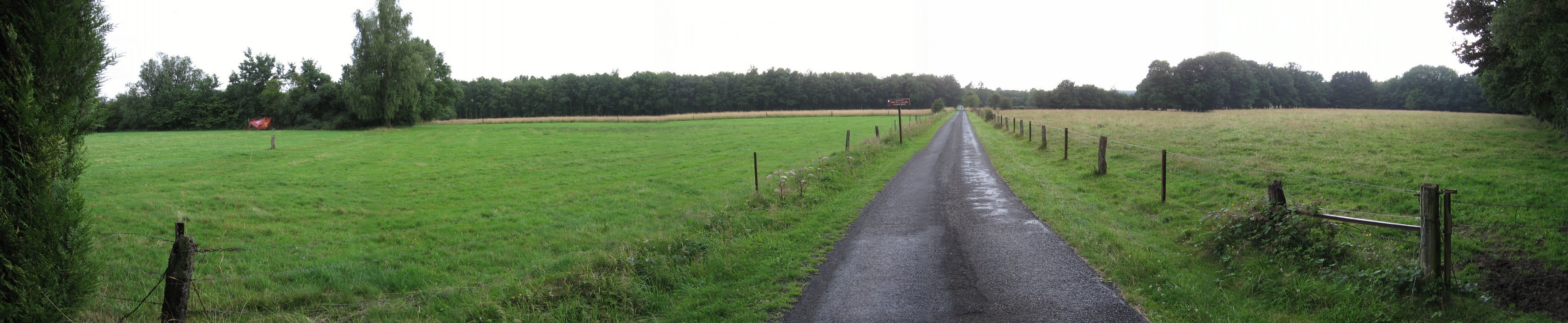
Panorámica del antiguo campo de batalla.

## Rocroi en la cultura popular
El 1 de septiembre de 2006 se estrenó la película Alatriste, dirigida por Agustín Díaz Yanes y protagonizada por Viggo Mortensen con el papel de Diego Alatriste, basada en la serie de novelas Las aventuras del capitán Alatriste de Arturo Pérez-Reverte, en la que se recogen en su escena final los momentos últimos de esta batalla. Para su ambientación, se utilizó la marcha procesional denominada «La madrugá», compuesta por el coronel Abel Moreno para la Semana Santa de Sevilla, interpretada por el Regimiento de Infantería Ligera «Soria» n.º 9, descendiente de uno de los Tercios Viejos que participó en dicha batalla, que es, además, una de las unidades más antiguas del Ejército Español, y que desde entonces tomó el sobrenombre del «Tercio de la Sangre» o «Sangriento», debido a su valiente actuación.